# Patrick Bussler
Patrick Bussler (* 1. Juni 1984 in München) ist ein deutscher Snowboarder.

## Werdegang
Patrick Bussler kommt aus Aschheim und startet für den ansässigen Verein FC Aschheim. Patrick hat zwei Brüder, mit denen er von Kind an Sport treibt. Er begann, wie seine Brüder, mit Ski Alpin, wechselte aber im Alter von zehn Jahren zum Snowboard. 1999 bestritt er sein erstes FIS-Rennen und Anfang 2000 folgte sein erster Einsatz im Europacup. Bei den deutschen Meisterschaften in diesem Jahr gelang ihm mit Platz drei im Riesenslalom erstmals der Sprung aufs Podest. Mit 17 wurde er in den Jugendnationalkader aufgenommen und die ersten Top-Ten-Platzierungen in FIS-Rennen und im Europacup folgten. Anfang 2001 startete er erstmals im Weltcup und belegte bei einem Parallelslalom in Berchtesgaden den 56. Platz. 2002 folgten seine ersten Juniorenweltmeisterschaften in Rovaniemi, bei denen ein 11. Platz im Parallel-Riesenslalom die beste Platzierung war. Das nächste Großereignis waren die Snowboard-Weltmeisterschaften 2003 am Kreischberg die mit Platz 32 im Parallelslalom nicht so gut verliefen. Die Junioren-WM 2003 verlief mit Platz 6 im Snowboardcross etwas besser.
Mit 19 Jahren wechselte er in die Sportfördergruppe der Bundeswehr und wurde vermehrt im Weltcup eingesetzt. Bei seinen letzten Juniorenweltmeisterschaften 2004 belegte er die Plätze fünf und sieben. Bei den Snowboard-Weltmeisterschaften 2005 in Whistler konnte er mit den Plätzen 25 und 34 erneut nicht überzeugen. Dafür holte er sich bei den deutschen Meisterschaften dieses Jahres mit Platz zwei im Parallel-Riesenslalom seinen ersten Vizemeistertitel.
In der Saison 2005/2006 schaffte er durch die Plätze 14 und 15 bei den Weltcups in Le Relais und am Kronplatz den Sprung ins deutsche Aufgebot für die Olympischen Winterspiele 2006 in Turin. Dort startete er im Parallel-Riesenslalom und kam auf den 19. Rang. In der nächsten Saison fuhr er dreimal unter die Top Ten im Weltcup und gewann sein erstes Europacuprennen in Nendaz. Bei den Snowboard-Weltmeisterschaften 2007 in Arosa musste er sich aber mit dem 28. Platz als bestes Ergebnis begnügen. Bei den deutschen Meisterschaften am Ende der Saison gewann er im Parallelslalom seinen ersten Titel. Auch 2007/2008 konnte er sich weiter verbessern und fuhr im Weltcup sechsmal unter die ersten Zehn. Zu Beginn der Saison 2008/2009 gelang ihm dann mit Platz drei beim Indoor-Parallelslalom in Landgraaf sein erstes Podium im Weltcup. Bei den Snowboard-Weltmeisterschaften 2009 in Gangwon wurde er erneut Dritter im Parallelslalom.
Bei den Olympischen Winterspielen 2010 in Vancouver belegte Bussler den 16. Rang im Parallel-Riesenslalom. Im Januar 2011 erreichte er bei den Snowboard-Weltmeisterschaften 2011 in La Molina den 19. Rang im Parallelslalom und den 15. Platz im Parallel-Riesenslalom. Bei den Snowboard-Weltmeisterschaften 2013 im Stoneham kam er auf den 44. Platz im Parallel-Riesenslalom und den 26. Platz im Parallelslalom. Bei den Olympischen Winterspielen 2014 in Sotschi errang er den sechsten Platz im Parallelslalom und verpasste mit dem vierten Rang im Parallel-Riesenslalom eine Medaille.

## Erfolge
- 3. Platz Snowboard-Weltmeisterschaften 2009 im Parallelslalom
- 4. Platz Olympische Spiele 2014 im Parallel-Riesenslalom